# Радивоновка (Полтавская область)
Радивоновка (укр. Радивонівка) — село,
Радивоновский сельский совет,
Великобагачанский район,
Полтавская область,
Украина.
Код КОАТУУ — 5320284301. Население по переписи 2001 года составляло 1073 человека.
Является административным центром Радивоновского сельского совета, в который, кроме того, входят сёла
Владимировка,
Ивановка,
Перекоповка и
Марьяновка.

## Географическое положение
Село Радивоновка находится на берегу безымянной речушки, которая через 9 км впадает в реку Хорол, ниже по течению примыкает село Перекоповка.
На реке несколько запруд.
Рядом проходит автомобильная дорога М-03.

## Экономика
- Молочно-товарная ферма.
- «Украина», агрофирма, ЧП.

## Объекты социальной сферы
- Школа.